# Mashuiluwa
Mashuiluwa (... – post 1310 a. C.) fue un rey del siglo XIV a. C. del reino de Mira, dentro de Arzawa, y vasallo de los hititas.

## Primeros años y destierro
Las primeras informaciones disponibles sobre este soberano proceden del rey hitita Šuppiluliuma I, quien en los primeros años de su reinado (ca. 1345-1340 a. C.) conquistó todo el territorio de Arzawa, en  Anatolia occidental, cuando apenas veinte años. años antes, habían sido los Arzawa, unidos bajo Tarhuna-Radu, quienes habían conquistado territorios a los hititas. Así, durante la recuperación hitita, Suppiluliuma nos cuenta en sus Anales que un Mashuiluwa, un príncipe de Arzawa expulsado de su tierra por sus hermanos, le pidió ayuda y refugio, y el rey ncluso le dio en matrimonio a una de sus propias hijas, Muwatti, probablemente convencido de que podía devolver el trono de su país a su yerno y así sellar así un vínculo entre ambos estados. Sin embargo, los planes de Suppiluliuma tardaron en concretarse, ya que pasó algún tiempo antes de que Mashuiluwa consiguiera recuperar el trono de Mira y la completa estabilización de Arzawa.

## Restauración
El sucesor de Suppiluliuma, Muršili II, consiguió restaurar a Mashuiluwa en el trono de Mira, convirtiéndose en el primer gobernante de la historia de este reino: el reciente desciframiento por Hawkins de los llamados Relieves de Karabel (una serie de bajorrelieves en el paso de montaña de Karabel, en Turquía occidental, quizás la frontera del reino de Mira) que conmemoraban a Tarkasnawa, un gobernante posterior, y su genealogía, mencionan a Mashuiluwa como el fundador de la dinastía gobernante de la ciudad de Mira.
Durante la revuelta de Arzawa liderada por Uhha-Ziti que reinó sobre Arzawa Menor desde Apasa (1319), Mashuiluwa no sólo permaneció fiel a los hititas sino que luchó con ellos, derrotando al ejército de Arzawa liderado por el hijo del rey, un tal Piyama-Kurunta; la población de Mira estaría dividida entre ambos bandos, lo que podría indicar que Mira en ese momento formaba parte de Arzawa Menor y no tenía gobernante propio. La intervención final de Muršili II con su ejército marcó el punto de inflexión, y los hititas reconquistaron definitivamente los territorios, sofocando la revuelta; Mursili instaló al fiel vasallo en el trono y además, probablemente como recompensa por la lealtad mostrada, anexinó a Mira los territorios de Arzawa Menor, en torno a la ciudad de Apasa /Éfeso. El gobernante hitita también dejó 600 soldados en Mira como guardia personal de Mashuiluwa, lo que demuestra la inestabilidad del momento.
Hoy en día algunos historiadores creen probable que en realidad Mira no fuera un estado independiente hasta entonces, sino que formara parte de Arzawa Menor, sobre la cual reinaba Uhha-Ziti desde el trono de Apasa; Según esta teoría, después de la revuelta, Mursili trasladaría el centro del reino a Mira, colocando allí a Mashuiluwa. De hecho, en los anales hititas se le denominará "Señor de Arzawa".
Es posible que, además de la lealtad a los hititas, Mashuiluwa también tuviera motivos personales para enfrentarse a Uhha-Ziti: un pasaje de los Anales de Mursili, sugiere que Mashuiluwa podría haber sido el legítimo heredero del trono de Arzawa. tal vez incluso de la Grande Arzawa, como sugiere Starke, y que Uhha-Ziti podría ser un usurpador, tal vez uno de los hermanos que lo habían desterrado: "... y la tierra de Mira... devuelvo a Mashuiluwa, y la casa y le devolví el trono de su padre ”.

## Rebelión y últimos años
Sin embargo, unos años después fue el propio Mashuiluwa el que se rebeló contra los hititas, en el año 12 del reinado de Mursili (1310 a.c.): Mursili marchó hacia el oeste contra su cuñado, que se habría levantado contra él por razones desconocidas, derrotándole pese a que Mashuiluwa había conseguido el apoyo de zonas de Arzawa, Pitassa y Maşa.  Mashuiluwa huyó entonces hacia Maşa, pero Mursili puso sitio a la ciudad y los propios habitantes les entregaron al rebelde.
Mursili II perdonó la vida a su cuñado, quien, no obstante, fue destituido del trono y confinado en Hattusa, presumiblemente en un monasterio. El trono de Mira fue ocupado por el hijo adoptivo de Mashuiluwa y de su hermana Muwatti, su sobrino Kupanta-Kurunta (hijo natural de un hermano de Mashuiluwa), que reinó allí durante muchos años con extrema lealtad a los gobernantes hititas, siendo tratado como un miembro de la familia real.